# Zona de Planificación 1 de Ecuador
La  Región Andina Norte o Zona de Planificación 1 es una de las nueve regiones autónomas en que se organiza el Ecuador, de acuerdo con la agencia oficial Senplades (Secretaría Nacional de Planificación y Desarrollo).
Se encuentra ubicada al norte del país, a lo largo de la frontera con Colombia. Por lo tanto, es la única región ecuatoriana que tiene territorios en la Costa, la Sierra y el Oriente. Su capital administrativa es la ciudad de   Ibarra y la ciudad más grande y poblada es Esmeraldas. Está conformada por las provincias de Carchi, Esmeraldas, Imbabura y Sucumbíos. Tiene una población de 1.230.408 habitantes.

## División administrativa
Esta región se divide en el 28 cantones y más de 100 parroquias, agrupadas en las provincias de Esmeraldas , Carchi, Imbabura, y Sucumbíos.
La ciudad más importante de la región es Ibarra, que además es núcleo comercial, turístico, inmigratorio y nudo de transportes; tras de esta le siguen Esmeraldas, principal puerto y balneario del norte del país; Tulcán, núcleo comercial, turístico, inmigratorio, fronterizo y enlace con Colombia por medio del Puente internacional de Rumichaca (situado a 8 kilómetros de la misma ciudad); Otavalo, centro industrial y artesanal, principal cara cultural de la región; Nueva Loja, capital de Sucumbíos y una ciudad abierta al turismo amazónico; Cotacachi, centro industrial, artesanal y cultural; Mira, ciudad "Balcón de Los Andes", puerta al Carchi desde la Ruta de Los Lagos y el Valle del Chota; Atacames, segundo balneario más famosos del norte del país y centro de turismo internacional; y Atuntaqui, principal núcleo de la moda del Ecuador.

## Población y demografía
Para 2013, año en que se oficializarían las regiones, la Región Norte tendría 1 230 408 habitantes.
- Es la región más envejecida del país con más del 50% de personas mayores de los 45 años.
- Es la región con la tasa de fertilidad por mujer más baja -1,8 hijos por mujer-.
- Es la segunda zona con mayor IDH del Ecuador -0,879-.
- Es la segunda zona con mayor esperanza de vida -79,9 años en varones y 83,2 años en mujeres-.
- Es la región con más contrastes étnicos del Ecuador. En la que conviven negros y mulatos en Esmeraldas y el Valle del Chota -Imbabura-; con indígenas y nativos en Carchi, Sucumbíos y Otavalo -Imbabura-; con europeos y castizos en Imbabura y Carchi, y con mestizos en general.

## Clima
El clima en la región norte es diverso. En la Provincia de Esmeraldas hay un clima tropical húmedo y tropical seco, así como sectores de clima cálido-semidesértico; las temperaturas promedian los 27 °C, llegando en julio y agosto hasta los 40 °C. En Carchi el clima es andino de tierras altas, de páramo y continentalizado templado húmedo, por lo que el clima es frío y la temperatura fácilmente llega por debajo de los 0 °C en febrero y marzo, mientras su temperatura promedio es de 11 °C. En Imbabura existen 4 tipos de climas, por el noroeste encontramos tropical húmedo, por el noreste y el centro un clima de valle, mediterráneo y templado seco, por el sur un clima templado húmedo continentalizado, y por el este el clima es templado de tierras bajas, por lo que en Imbabura la temperatura varía de unos 22 °C en el valle a unos fríos -2 °C en la montaña alta. En Sucumbíos el clima es tropical continentalizado húmedo, con temperaturas de hasta 37 °C comúnmente.

## Lugares relevantes

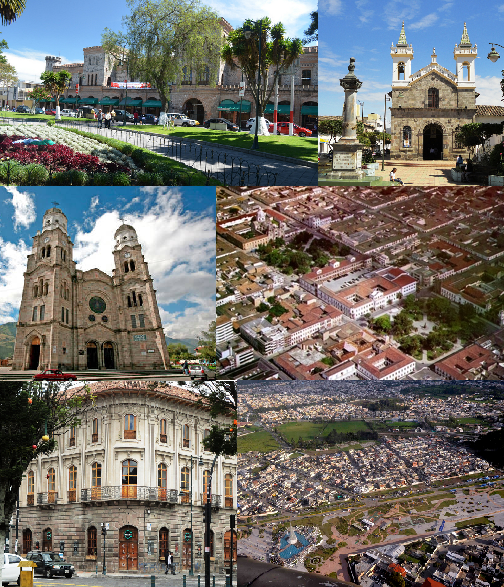
La Villa de Ibarra, es la capital de la provincia de Imbabura y de toda la región, es el principal polo cultural, econónimo, industrial y político de la zona.
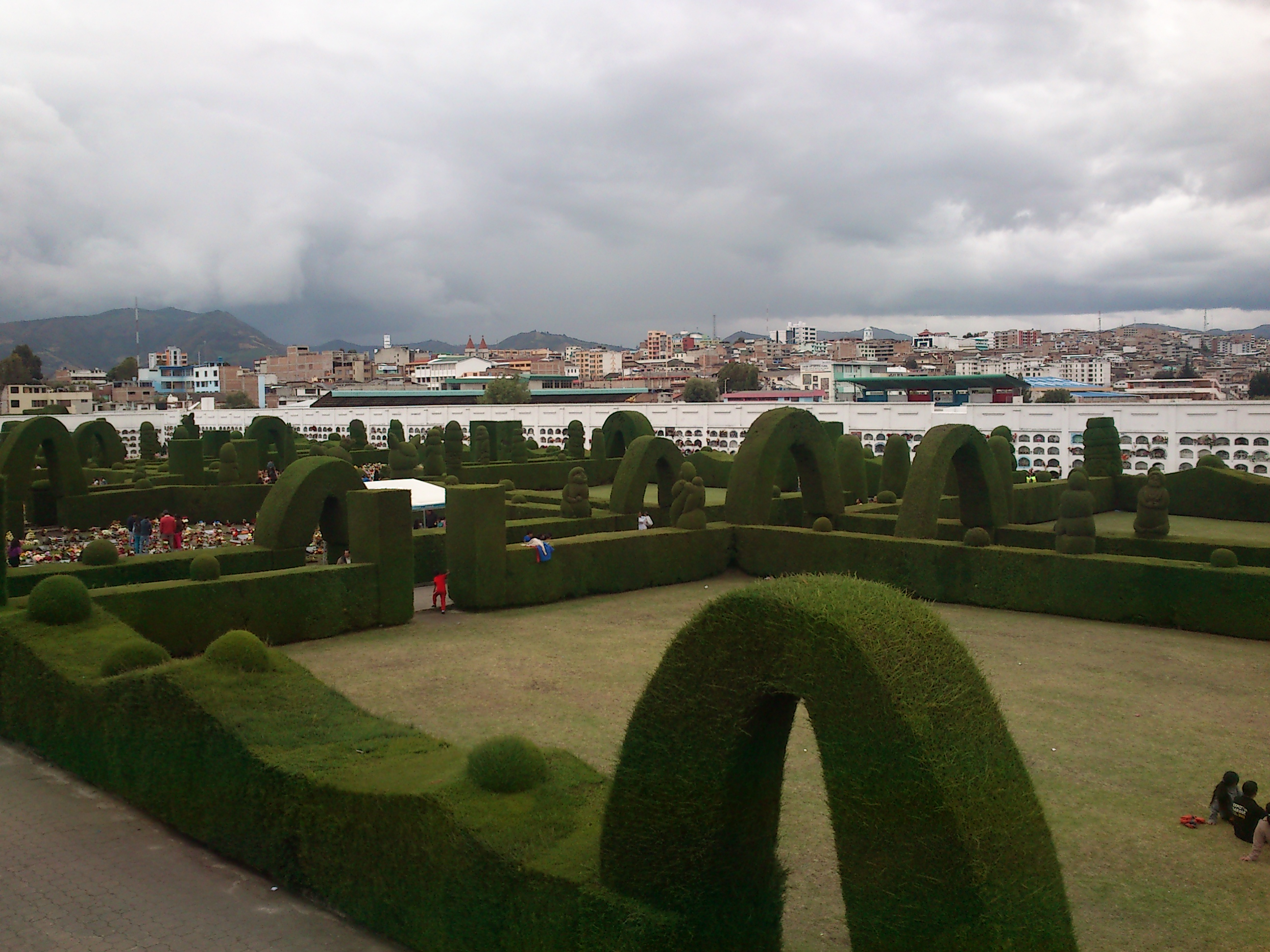
Tulcán es la capital del Carchi y la puerta de entrada al Ecuador cerca de la frontera con Colombia
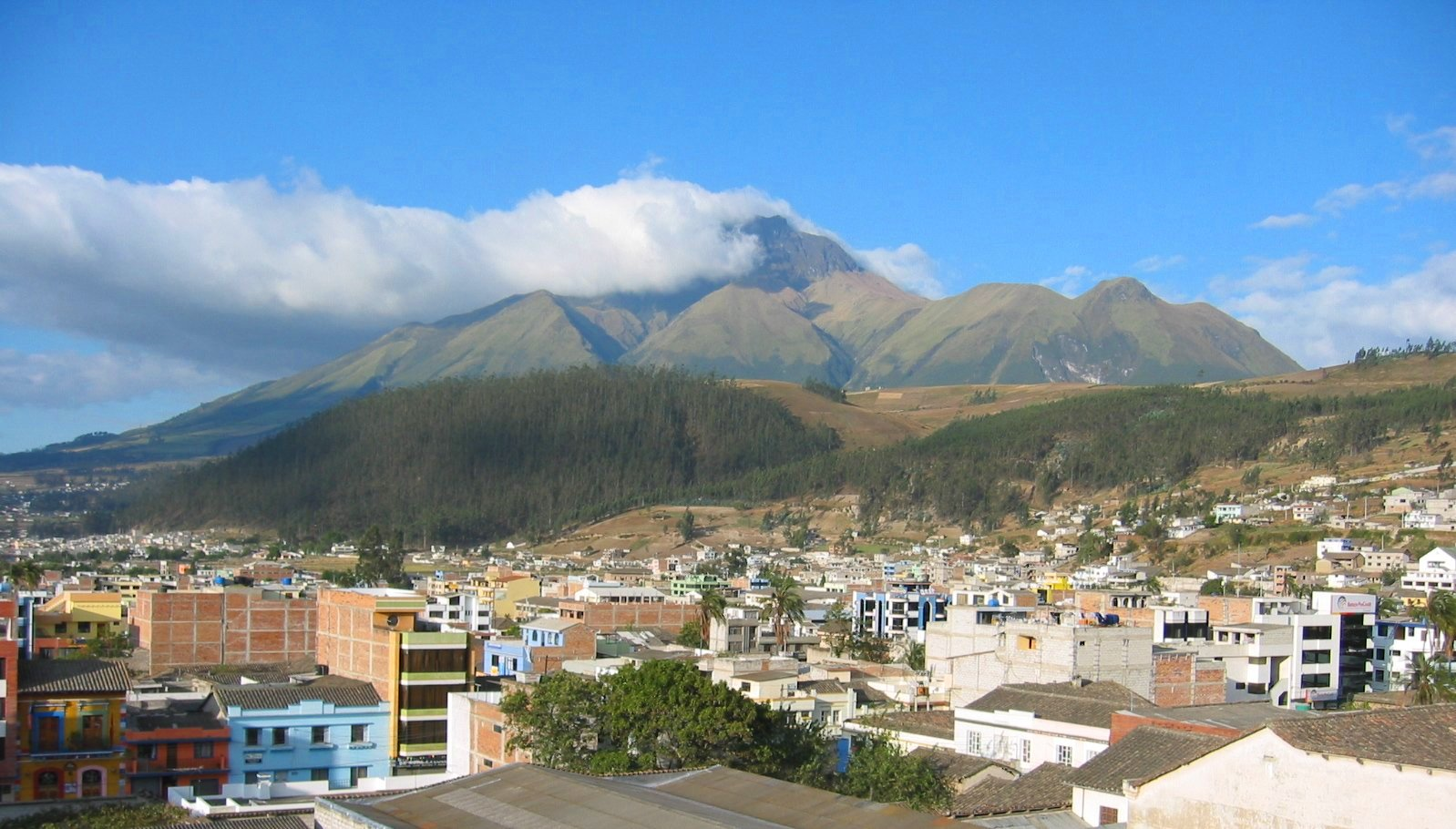
Otavalo es el centro cultural de esta región
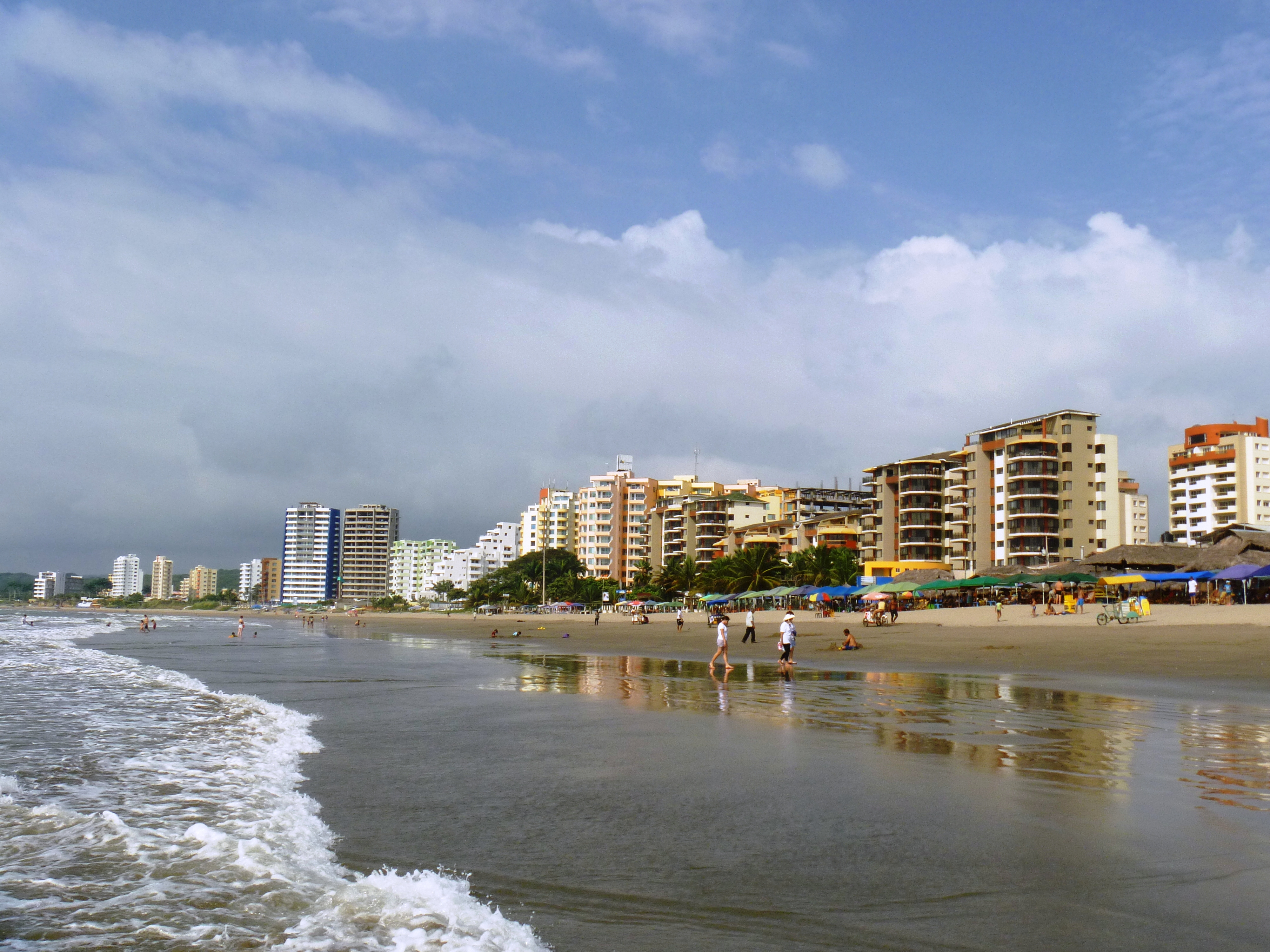
El Balneario de Tonsupa en Atacames es un gran atractivo turístico
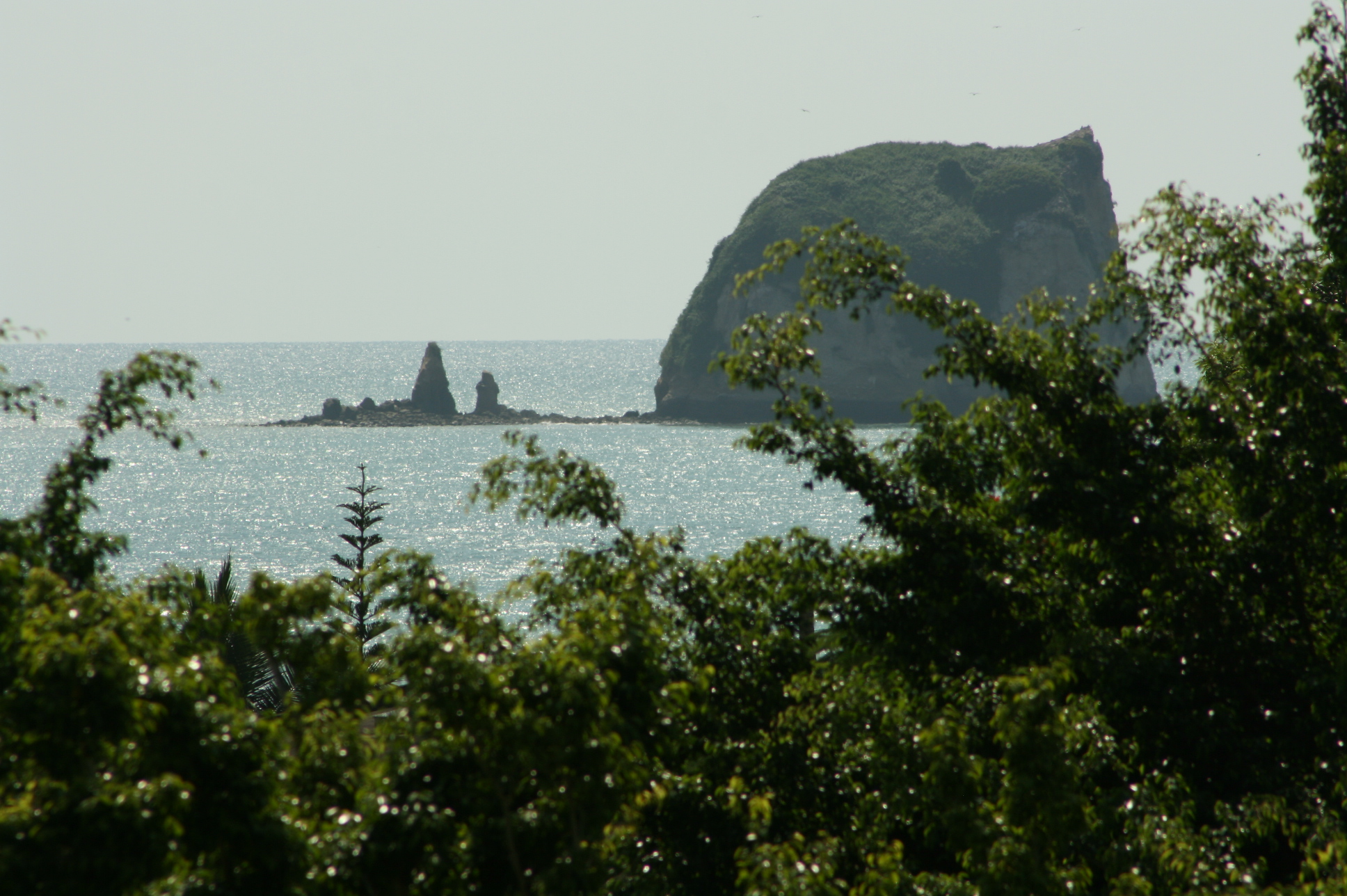
"La Provincia Verde" de Esmeraldas presenta un clima tropical húmedo y seco